# Stepan Dmochovskyj

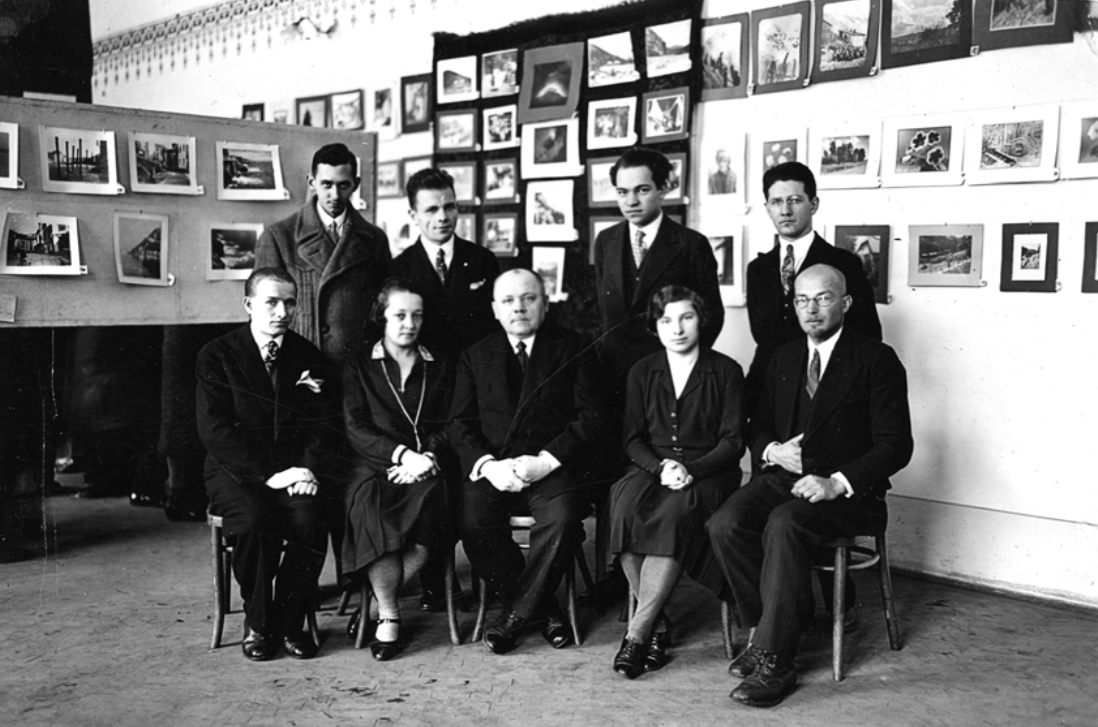
Ukrajinská fotografická společnost, Sedící (zleva doprava): Jaroslav Savka, Mečyslava Ganicka, Stepan Dmochovskyj, Jaroslav Prociv, Oleksa Balickij; stojící: Julian-Jurij Omeljanovyč Doroš, ..., Danylo Figol, B. Skretovyč, 1930

Stepan Dmochovskyj (1. června 1875, Aksmanice poblíž Přemyšle – 23. prosince 1959, Chicago, USA) byl ukrajinský lékař, veřejný činitel a fotograf aktivní v Přemyšli.

## Životopis
Narodil se 1. června 1875 v rodině Teofila Dmochovského. Rodina Dmochovských byla šlechtického původu a patřila do rodu Pobugů.
Studoval v Krakově a Berlíně. V roce 1906 po demobilizaci rakouskou armádou otevřel kliniku v Přemyšli – a v roce 1929 ve Lvově. Ve víru druhé světové války emigroval nejprve do Evropy a poté do Chicaga. Pracoval v Ukrajinské lékařské společnosti.

### Sociální aktivity
Patřil mezi zakladatele Ukrajinské fotografické společnosti. Vedl ukrajinský sportovní klub „Sjan“.
Založil společnost Berkut. Aktivně pracoval v „rodné škole“. Byl členem představenstva Ukrajinského institutu pro dívky. Patřil k organizacím Plast, Sokol a Prosvity. Přispěl k rozvoji družstev a bankovnictví v Přemyšli.
Vydával časopis Venkovský svět, byl spoluautorem a vydavatelem populární knihy Rok v zahradě. Spoluzaložil týdeník Ukrajinský hlas v Přemyšli (1919).
Byl členem „Rady seniorů“ ve Lvově.